# Thierry Terrasson
Thierry Terrasson (* 21. März 1966 in Niort), auch bekannt unter seinen Pseudonymen Jim oder Téhy ist ein französischer Comiczeichner und Illustrator, der seit 1988 aktiv ist.

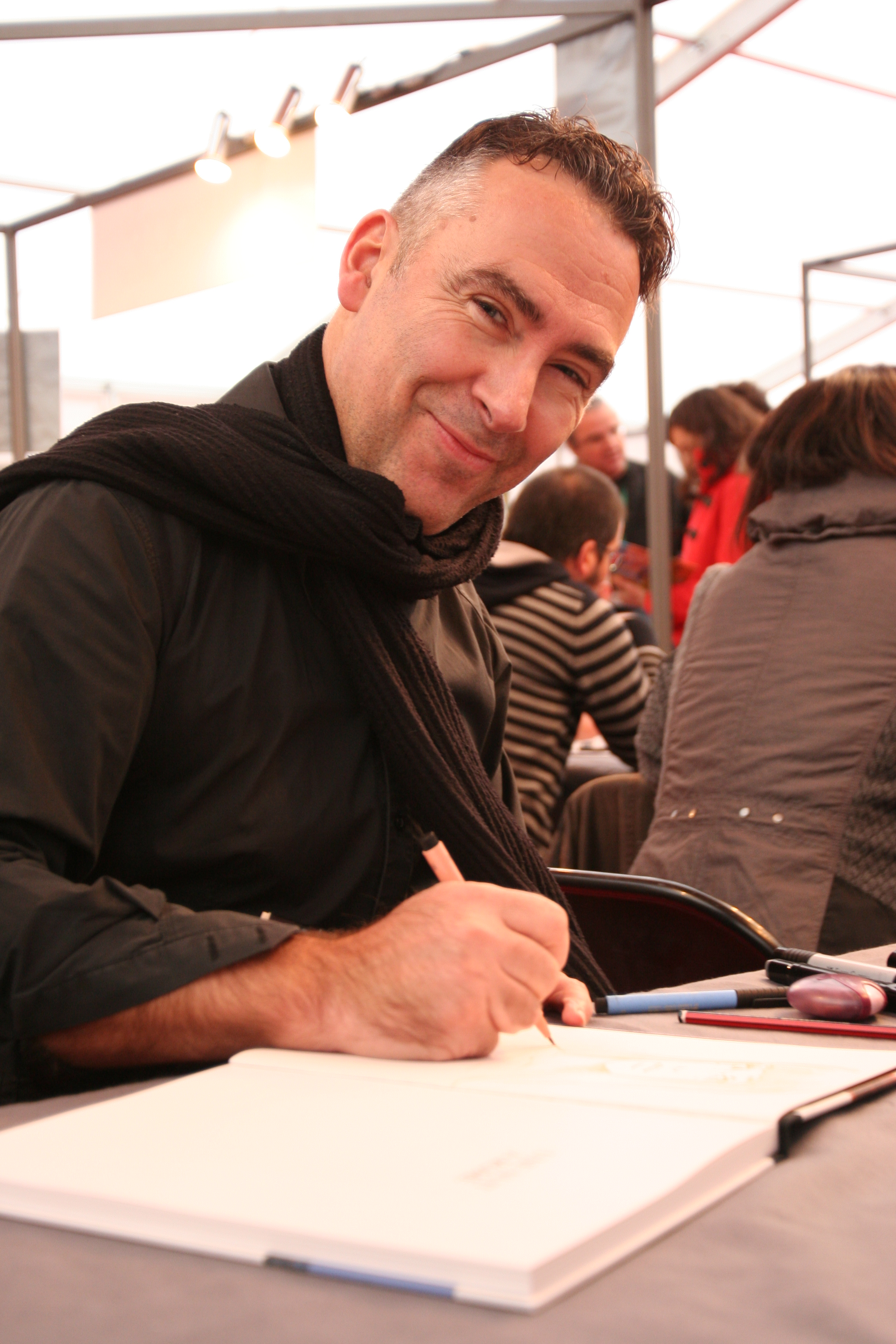
Jim im Mai 2012 beim Signieren eines Buches auf der Comic Con Quai des Bulles in Saint-Malo.

## Biographie
Nach seinem erfolgreichen Studienabschluss in bildender Kunst besuchte Terrasson für drei Jahre die Kunsthochschule École européenne supérieure de l’image in Angoulême. Seine berufliche Laufbahn begann er zusammen mit seinem Bruder im Bereich der Animation. 1988 übernahm der Autor unter dem Pseudonym Téhy die Comicreihe La Teigne beim Verlag Vents d'Ouest. Terrasson hat seitdem zahlreiche Bildbände erstellt, daneben auch Werke für Kino und Theater. Bekannte Werke sind u. a. die Reihe Eine Nacht in Rom (2012–2020 in fünf Bänden).

## Werke (Auswahl)
- Sonnenfinsternis. Text und Zeichnungen zusammen mit Fane, Splitter Verlag, 2009, 288 Seiten, Hardcover mit Schutzumschlag, ISBN 978-3-86869-019-4
- Die Einladung. Jim (Text) und Dominique Mermoux (Zeichnungen), Splitter Verlag, 2012, 160 Seiten, Hardcover mit Schutzumschlag, ISBN 978-3-86869-445-1
- Helena
  - Helena Band 1. Jim (Text) und Lounis Chabane (Zeichnungen), Splitter Verlag, 2015, 80 Seiten, Hardcover, ISBN 978-3-95839-141-3
  - Helena Band 2. Jim (Text) und Lounis Chabane (Zeichnungen), Splitter Verlag, 2016, 80 Seiten, Hardcover, ISBN 978-3-95839-142-0
- Die schönen Momente. Jim (Text und Zeichnungen), Splitter Verlag, 2016, 136 Seiten, Hardcover, ISBN 978-3-95839-319-6

## Auszeichnungen
2019 erhielt Terrasson den Goldenen Elefanten auf dem internationalen Comic-Festival Chambéry für sein Werk Détox.